# Pierre Tichadel
Pierre Armand Jean Menvielle dit Pierre Tichadel ou Tichadel, né à Bordeaux le 28 juin 1901 et mort dans la même ville le 11 décembre 1944, est un acteur de théâtre et de cinéma français.

## Biographie
Acteur dans divers films sous le nom de Tichadel ou de Pierre Tichadel entre 1933 et 1943, il était surtout connu pour ses tournées et revues théâtrales qu'il organisait avec succès à travers la France. Au point que son nom a continué à être utilisé à des fins commerciales et dans le cadre de tournées de revues de variétés plusieurs décennies après sa disparition.

## Filmographie
Sous le nom de Tichadel :
- 1934 : Paris-Deauville de Jean Delannoy : Cruchadouze, le compositeur gaffeur
- 1938 : Les Rois de la flotte  de René Pujol : Cruchadouze
- 1938 : Deux de la réserve de René Pujol : Rémy

Sous le nom de Pierre Tichadel :
- 1935 : Ernest a le filon d'Andrew Brunelle : Lucas Ernest[1]
- 1936 : Exempt de service d'Andrew Brunelle : Lucas Ernest[2]
- 1938 : Le Cantinier de la coloniale / Un de la coloniale de Henry Wulschleger : Tréblard
- 1941 : Fromont jeune et Risler aîné de Léon Mathot
- 1941 : Cartacalha, reine des gitans de Léon Mathot : Richard Lemmonier
- 1941 : Ici l'on pêche de René Jayet : le chef
- 1943 : L'Homme sans nom de Léon Mathot  : l'innocent
- 1943 : Ceux du rivage / Vent de noroît de Jacques Séverac  : Auquebuse